# First Republic Bank
Die First Republic Bank oder kurz First Republic mit Sitz in San Francisco ist eine börsennotierte Bank. Im Rahmen von massiven Kapitalabflüssen wurde sie Anfang Mai 2023 in einer durch die Aufsichtsbehörden organisierten Auffangaktion von JPMorgan Chase übernommen.

## Geschichte

### Gründung und erster Börsengang
First Republic wurde im Februar 1985 von Jim Herbert gegründet, der zuvor Gründer und CEO der San Francisco Bancorp war, die er an Atlantic Financial verkaufte. First Republic nahm am 1. Juli 1985 den Betrieb als in Kalifornien eingetragenes Industriekreditunternehmen auf. Im August 1986 ging das Unternehmen an der Nasdaq an die Börse und verkaufte seine Aktien zu einem Preis von 10 Dollar pro Stück. 1993 erwarb die First Republic Silver State Thrift, eine Spar- und Darlehenskasse in Nevada.
1996 strebte die First Republic die Umwandlung in eine Bankgesellschaft an, um ihr Angebot zu erweitern. Sie setzte sich bei der Legislative von Nevada für die Verabschiedung eines Gesetzes ein, das die Umwandlung einer Sparkasse in eine staatliche Bank von Nevada ermöglichte. Das Gesetz wurde im Juli 1997 verabschiedet, kurz nachdem die First Republic eine umgekehrte Fusion der größeren kalifornischen Sparkasse mit ihrer in Nevada ansässigen Tochtergesellschaft Silver State Thrift durchgeführt hatte. Nach der Verabschiedung des Gesetzes wurde die Nevada-Tochter in eine staatlich anerkannte Bank, die First Republic Savings Bank, umgewandelt.

### Akquisitionen
1998 erwarb First Republic Trainer Worthman & Co. und im Dezember 2001 Starbuck, Tisdale & Associates für 13 Millionen Dollar in bar und Aktien. Im Januar 2000 beteiligte sich First Republic mit 18 Prozent an Froley, Revy Investment Company Inc. und kaufte die Investmentfirma 2002 für 17 Millionen Dollar in bar und Aktien.
Im Jahr 2004 erwarb die Bank den Geschäftsbereich Private Client Asset Management von Bay Isle Financial von der Janus Capital Group[8].
Im Jahr 2006 erwarb die Bank die Bank of Walnut Creek.

### Erwerb, Verkauf und zweiter Börsengang

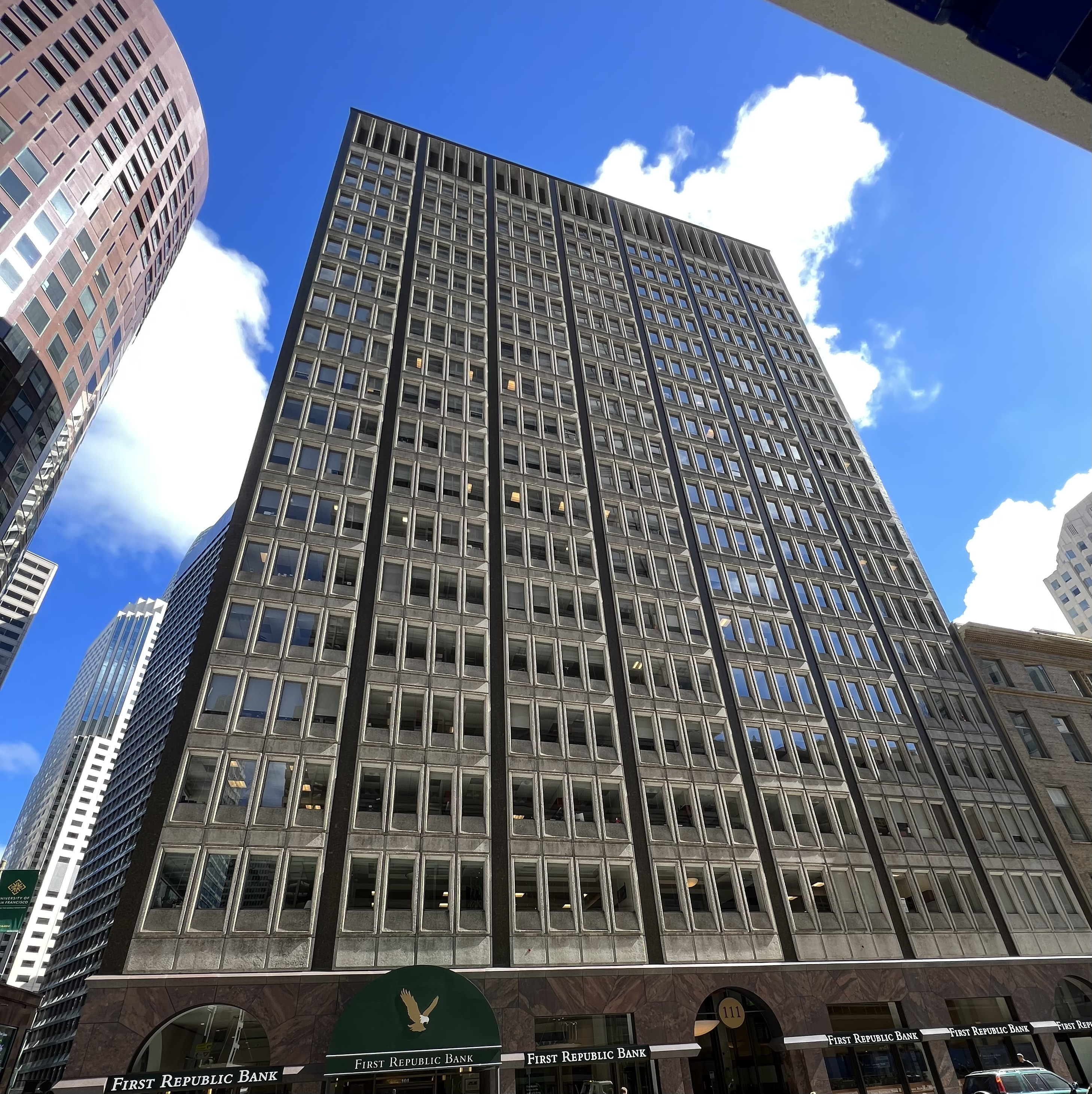
Sitz im 111 Pine Street-Gebäude

Im September 2007 wurde First Republic von Merrill Lynch für 1,8 Milliarden Dollar in bar und Aktien übernommen.
Im Juli 2010 verkaufte die Bank of America, die Merrill Lynch und damit auch First Republic übernommen hatte, die First Republic Bank an eine Gruppe privater Investoren, darunter Colony Capital, General Atlantic sowie deren Chairman James Herbert und die ehemalige COO Katherine August DeWilde, für rund 1 Milliarde US-Dollar. Barrack, Jr., der CEO von Colony, war bereits vor der Übernahme durch Merrill Lynch Mitglied des Board of Directors, und General Atlantic hatte 1987 rund 5 Mio. USD in das Unternehmen investiert. Weitere 800 Mio. USD wurden von dem Investorenkonsortium bereitgestellt, um die neuen Kapitalanforderungen der US-Regulierungsbehörden zu erfüllen.
Im Dezember 2010 wurde die Bank durch einen Börsengang mit einem Emissionserlös von 280,5 Mio. USD wieder ein öffentliches Unternehmen.

### Spätere Akquisitionen
Im November 2012 erwarb First Republic Luminous Capital, eine Vermögensverwaltungsgesellschaft mit einem Vermögen von 5,5 Milliarden Dollar, für 125 Millionen Dollar. und 2015 Constellation Wealth Partners für 115 Millionen Dollar.
Im Dezember 2016 erwarb die Bank unter der Leitung der damaligen Chief Investment Officer Hafize Gaye Erkan, Gradifi, ein damals zwei Jahre altes Start-up, das mit Unternehmen zusammenarbeitet, um Mitarbeiter bei der Rückzahlung von Studienkrediten zu unterstützen, und zu dessen Kunden PricewaterhouseCoopers, Natixis Global Asset Management und Penguin Random House zählen. Im März 2018 investierte die Bank in CommonBond, einen Finanzierer von Studienkrediten, und im Mai desselben Jahres mietete das Unternehmen zusätzliche Büroräume im Rockefeller Center in New York City an. 50 Kundenberater, die Teil der Übernahme von Luminous durch First Republic mit einem verwalteten Vermögen von 17 Milliarden US-Dollar waren, verließen das Unternehmen 2019. Im Jahr 2020 war die Bank mit 80 Filialen und 5000 Mitarbeitern als Vollbank in mehreren Bundesstaaten der USA vertreten.

### Zusammenbruch
Während des Bankenzusammenbruchs in den USA im März 2023 stuften Fitch Ratings und S&P Global Ratings die Kreditwürdigkeit von First Republic herab und begründeten dies mit einem "hohen Anteil unversicherter Einlagen" wohlhabender Kunden, die ihr Geld lieber anderweitig anlegen würden, und einem Verhältnis von Krediten zu Einlagen von 111 %, was bedeutet, dass die Bank mehr Geld verliehen hatte, als sie Kundeneinlagen besaß. Am 16. März 2023 hinterlegten elf US-Banken, darunter JPMorgan Chase, Bank of America, Wells Fargo, Citigroup und Truist Financial, 30 Mrd. USD bei der First Republic, um Bedenken hinsichtlich eines möglichen Bank Runs zu zerstreuen und den Abzug von Einlagen zu unterstützen. Trotz der Einlagen fiel der Aktienkurs des Unternehmens.
Am 19. März stufte S&P die Kreditwürdigkeit der Bank um drei Stufen auf Ramschniveau herab und erklärte, dass die Bank „möglicherweise nicht in der Lage sein wird, die erheblichen Herausforderungen in den Bereichen Geschäft, Liquidität, Finanzierung und Rentabilität zu bewältigen, mit denen sie unserer Ansicht nach derzeit konfrontiert ist“. Das Wall Street Journal verglich die Kapitallücke der Bank an diesem Tag mit der Liquiditätskrise der Silicon Valley Bank (SVB), die zu ihrem Zusammenbruch beigetragen hatte. In ihrer ersten Quartalsmitteilung seit der Krise stellte die Bank fest, dass ihre Kunden während der Turbulenzen 104,5 Mrd. USD an Einlagen abgezogen hatten, merkte aber an, dass sich die Abflüsse im April stabilisiert hätten. Die Bedeutung dieser Abflüsse wurde mit der Anzahl der sehr wohlhabenden Kunden der Bank erklärt, deren Vermögen von mehr als 250.000 USD nicht durch die Federal Deposit Insurance Corporation (FDIC) geschützt gewesen wäre. Die First Republic erklärte, sie prüfe "strategische Optionen" und strebe eine Reduzierung der Bilanzsumme an. Da der Großteil der langfristigen Vermögenswerte der Bank in Kommunalanleihen investiert war, konnte die First Republic das Bank Term Funding Program – ein Notkreditprogramm, das nach dem Zusammenbruch der SVB eingeführt wurde – nicht in vollem Umfang in Anspruch nehmen, da diese Vermögenswerte nicht als Sicherheiten in Frage kamen.
Am 28. April kündigte die Bank Pläne an, ihre Anleihen und Wertpapiere mit Verlust zu verkaufen, um Eigenkapital zu beschaffen, und auch mit der Entlassung von Mitarbeitern zu beginnen. Mehrere Beraterteams begannen ebenfalls, die Bank zu verlassen. An diesem Tag wurde bekannt gegeben, dass die FDIC die Beschlagnahmung der Bank in Erwägung zog, was zu einem weiteren Einbruch des Aktienkurses um 43 % auf 3,50 $ führte. Nachdem der Kurs im nachbörslichen Handel um weitere 42 % gefallen war, bestätigte die FDIC ihre bevorstehende Übernahme der Bank. Am nächsten Tag wandte sich die FDIC an verschiedene Banken, darunter JPMorgan Chase, PNC und Bank of America, und teilte ihnen mit, sie hätten bis zum 30. April Zeit, Gebote für die First Republic Bank abzugeben. Am 1. Mai gab die FDIC bekannt, dass die First Republic Bank von der kalifornischen Finanzaufsichtsbehörde (California Department of Financial Protection and Innovation) geschlossen und ihre Vermögenswerte von der FDIC beschlagnahmt worden waren. JPMorgan Chase erhielt schließlich den Zuschlag für die Auktion und zahlte der FDIC 10,6 Milliarden Dollar für fast alle Vermögenswerte der First Republic.